# Ауреус
Ауреус (известен още и като „златица“) е златна монета в Древен Рим равна на 25 денария. Първият ауреус изглежда е изсечен към 217 пр. Хр., но до въвеждането му в редовна употреба от Юлий Цезар през 1 век пр.н.е. е бил с ограничени нередовни емисии. Остава в циркулация до началото на 4 век, когато е заменен от солида. Ауреусът е почти същия размер като денария, но е по-тежък заради по-високата плътност на златото. На лицевата страна на монетата се изсичал лика на царуващия император. По времето на Юлий Цезар от един фунт злато (327 гр.) се изсичали 40 златни монети. По-късно теглото на монетите намаляло и по времето на Нерон от един фунт злато се изсичали 45 монети, а при Каракала – 50.
Император Константин I въвел в обращение през 309 г. солида, който заменил ауреуса като стандартна златна монета в Римската империя.